# Sporting Clube de Portugal (futsal)
Sporting Clube de Portugal este o echipă portugheză de futsal. Face parte din clubul Sporting CP și sunt actualii campioni europeni.

## Palmares
Sursa: Sporting CP

### Național
- Liga Portuguesa de Futsal (15)

1990/91, 1992/93, 1993/94, 1994/95, 1998/99, 2000/01, 2003/04, 2005/6, 2009/10, 2010/11, 2012/13, 2013/14, 2015/16, 2017/18, 2018/19
- Cupa portugheză (7)

2005/06, 2007/08, 2010/11, 2012/13, 2015/16, 2017/18, 2018/19
- Supercopa portugheză (9)

2001, 2004, 2008, 2010, 2013, 2014, 2017, 2018, 2019

### Internaționale
- Cupa UEFA la futsal (1)

2018/19